# الحاج المشري
الحاج مشري بلدية بولاية الأغواط.
هي إحدى بلديات ولاية الأغواط الـ 24 تقع في أقصى الشمال الغربي من الولاية في الحدود مع ولايتي تيارت والبيض وغير بعيد عن ولاية سعيدة، تشتهر بتربية الخيول والفانتازيا حيث يقام بها سنويا احتفالية تسمى بوعدة سيدي الناصر.
كانت تتبع القطاع الوهراني في عهد الاستعمار، وجد بها أهم معلم أثري بالولاية وهو حجر اقناب والذي يعد معلم روماني يدل على وصول الرومان إلى هذه المنطقة.

## الموقع الجغرافي
تقع في الجهة الشمالية الغربية من الولاية على الحدود مع ولايتي البيض وتيارت.
تبعد عن عاصمة الولاية مدينة الأغـواط بـ 180 كم. 
يحدها شمالا ولاية تيارت، غربا ولاية البيض، جنوبا بلدية بريدة وولاية البيض (بلدبة سيدي سليمان) وشرقا كل من بلدية عين سيدي علي وبلدية قلتة سيدي سعد.

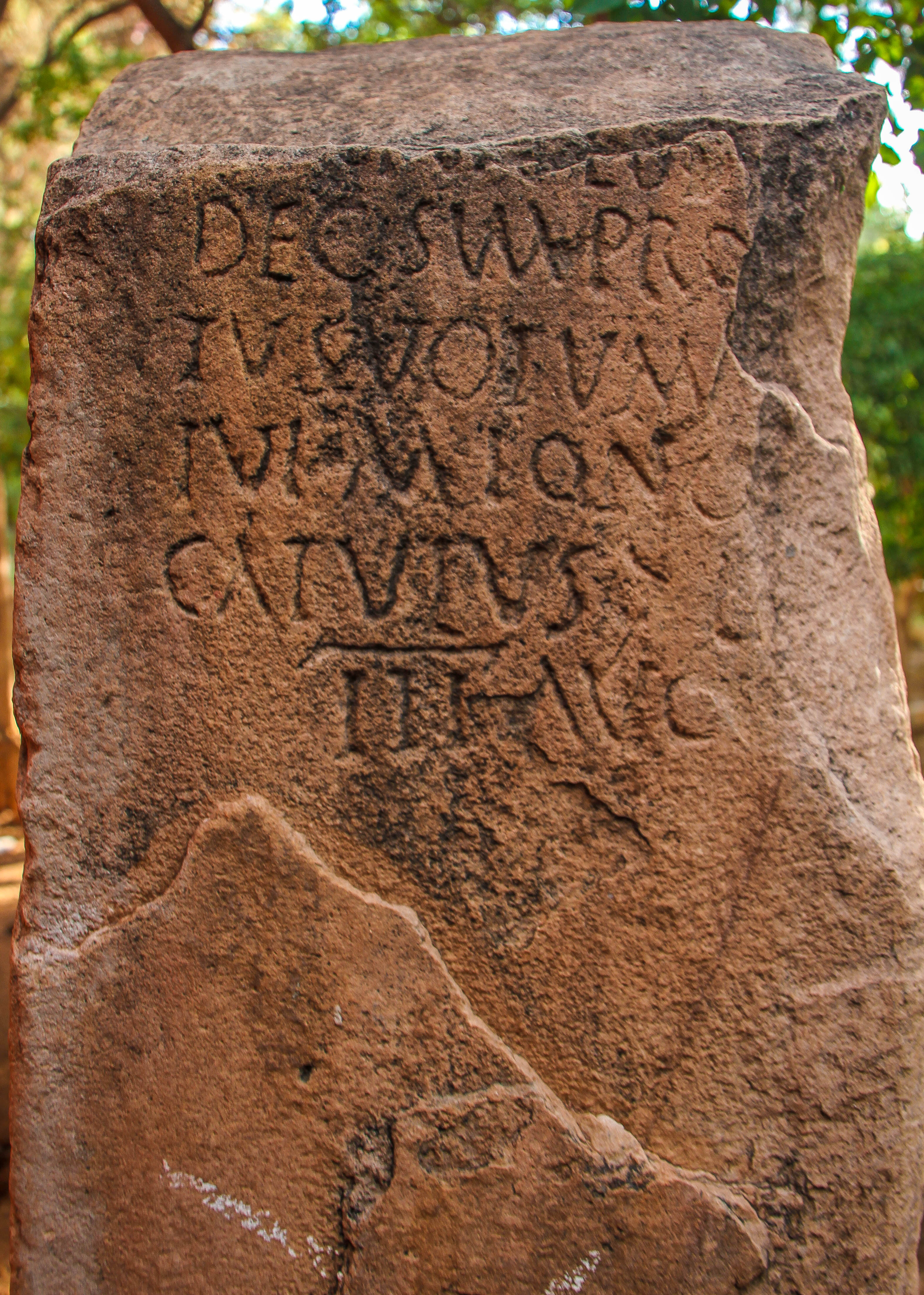
حجر اقناب

تقع على خط الطول 1 درجة و35 دقيقة شرقاً وخط العرض 33 درجة و 57 دقيقة شمالاً.
تتبعها عدة قرى نذكر منها:
- فكارين
- سيدي الناصر
- الكدية الزرقاء
- فرطاسة
- اقناب
- الثنية
- عين البكاي
- عين جيلالي
- عين كريمة

بها جبل قرن عريف الذي يعد من أعلى قمم جبال العمور.

## السكان
ينقسم سكان بلدية الحاج المشري وهم ذرية سيدي عبد الرحمن بن الناصر بن عبد الرحمن إلى عشرة (10) دواوير – الدُّوار يعني العشيرة – وهم: أولاد سي بوعلي، والبراهمة، والـڤرينات، والعثامنة، والمهارة، وأولاد الحاج، وأولاد زاجية، والعزايز، والوسخية، والبراكتة.

وكانت المساحة التي يتكون منها إقليم بلديتهم الحالية التابعة لدائرة بريدة في أقصى شمال ولاية الأغواط - بمحاذاة ولاية البيض من جهة شمالها الغربي، وولاية تيارت من جهة شمالها الشرقي، في السهوب الغربية الجزائرية المتاخمة لسلسلة جبال الأطلس الصحراوي – تُعرف بين عموم الناس بتسمية "" بوبياضة ""، وهي موزعة إلى مناطق كثيرة منها "" واد سيد الناصر "" في الشمال الغربي للبلدية أين توجد الزاوية القرآنية التاريخية للجد الأعلى لعرش النواصر، ومنها "" عين البكّاي "" في الجنوب الشرقي للبلدية أين توجد الزاوية القرآنية للمشارة.
أصبحت بلدية الحاج المشري رغم قدمها واتساع شساعتها تضم حوالي ستة آلاف نسمة 6400، وهذا بعد أن هجرها الكثير من المواطنين نتيجة الجفاف الذي كبح النشاط الفلاحي والرعوي خاصة، وغياب وسائل الاستقرار، كالمسالك التي تزيد في عزلة المنطقة.
```
[
3
]
```

## حقبة الاستعمار الفرنسي
لقد جعلتها فرنسا تابعة في بداية الفترة الاستعمارية لمكتب مدينة تيارت، وبعد ثورة أولاد سيد الشيخ حوّلتها إداريا فأصبحت تابعة لمكتب مدينة البيض / Géryville ، وعند أفول القرن التاسع عشر تم تحويلها إداريا مرة أخرى فأصبحت تابعة لمكتب مدينة آفلو، وخلال هذه الفترة التاريخية المتميزة بمقاوماتها الشرسة للاستعمار الفرنسي لقد حدث تجريد أولاد سيد الناصر من معظم أراضيهم بسبب مشاركاتهم الفعالة في مقاومات ذلك العصر، كما حدث نفيهم مرتين أولاهما إلى جبال العمور بجانب آفلو والأخرى إلى منطقة السرسو بجانب تيارت، وسمتهم فرنسا "" عرش الشياطين / La tribu des diables "" بعد أن قتلتْ وشرّدت تسعة أعشارهم (كانوا عند وصول فرنسا في منتصف القرن 19م حوالي 400 خيمة، ولم يبق منهم بعد عودتهم من المنفى الثاني على مقربة من نهاية القرن إلا 40 خيمة)...

## مقبرة اقناب
مر على هذه المقبرة أكثر من ألفين (2000) سنة من الزمان، وهي مستعملة إلى يوم الناس هذا... والدلائل الأثرية الموجودة فيها وفي محيطها، بخاصة على ضفاف الوادي وفي الجبل المجاورين لها والحاملين للتسمية نفسها، تؤكد أنها كانت مقبرة أمازيغية ثم رومانية ثم عربية إسلامية....... فالتسمية القادمة من جذور التاريخ يبدو أنها أمازيغية لكن لا أحد يعرف دلالتها بدقة أو حتى بصورة تقريبية، ويوجد في محيطها - بخاصة في الأماكن الوعرة من الجبل 

## روابط ذات صلة
- الزاوية المشراوية
- حجر اقناب